# William Haldimand

William Haldimand

William Haldimand (* 9. September 1784 in London; † 20. September 1862 in Lausanne) war ein britischer Bankier und Politiker.
Sein Vater war der reiche Bankier und Kaufmann Antoine-François Haldimand (1741–1817). Seine Schwester war Jane Marcet. 
Haldimand machte eine Banklehre und wurde 1809 Direktor der Bank of England. 1817 wurde er Direktor der von seinem Vater gegründeten Bank. 1818 erwarb er den Landsitz Le Denantou bei Lausanne. 1820 wurde er als liberaler Abgeordneter für Ipswich ins britische House of Commons gewählt. Seine Wiederwahl im Jahr 1826 wurde bestritten und er verzichtete auf sein politisches Mandat. 
Im folgenden Jahr liquidierte er seine Bank und zog sich 1828 auf seinen Schweizer Landsitz zurück, wo er sich im Ruhestand als Philanthrop wohltätigen und gemeinnützigen Werken widmete. Er erstellte in Lausanne den Haldimand-Turm. 1843 wurde er Ehrenbürger von Lausanne.
Charles Dickens Sohn Sydney Dickens (* 1847) wurde sein Patenkind.